# Езерская, Элеонора Аркадиевна
Элеонора Аркадиевна Езерская (8 июля 1946 Минск, БССР, СССР — 16 мая 2014 Минск, Беларусь) — актриса, одна из самых экстравагантных женщин белорусского музыкального бомонда, долгие годы проработавшая на Белорусском телевидении, радиоведущая.

## Биография
Родилась 8 июля 1946 года. Родители, поженившись совсем молодыми и прожив в браке 30 лет, развелись.
В 2007 году Езерская приняла участие в телепроекте ОНТ «Две звезды». 27 октября того же года в музее истории и архитектуры Беларуси Езерская провела пресс-конференцию, посвящённую приезду известного итальянского миллионера и мецената Марко Датрино, а также презентовала памятник — «Езерская в шляпке».
Была номинирована в Тop-50 самых стильных и успешных личностей Минска.
Скончалась 16 мая 2014 года на 68-м году жизни. Предположительная причина смерти — острая сердечная недостаточность. Была похоронена на Московском кладбище в Минске.

## Роли в кино
- 1992 — Белые одежды (Беларусь) (эпизод)
- 1997 — Дела Лоховского (Беларусь)
- 2001 — Эскиз на мониторе (Беларусь) — Ирма Адамовна[5]
- 2005 — Дунечка (Россия, Беларусь) (эпизод)[6]